# Родостомус
Родостомусът или червеноноса тетра (Hemigrammus rhodostomus) е вид тропическа сладководна риба от семейство Харациди. Разпространени са в Южна Америка – долното течение на р. Амазонка близо до делтата и в река Ориноко. Видът се бърка много често с Hemigrammus bleheri и Petitella georgiae.

## Описание
Имат сребристо до маслинено кафяво тяло със специфична червена окраска на главата си. При добри параметри на водата ирисите на очите са кърваво червени. На опашната перка има три черни и четири бели ивици. Останалите перки са прозрачни. Възрастните екземпляри достигат на дължина до 5 cm.
Подвижни риби, обичат затъмнени места, придържат се към средните слоеве на водата. При рязка промяна на условията изпадат в шок. За размножаване е най-добре да се слагат група риби, тъй като трудно се подбира двойка.

## Хранене
Предпочитат хирономус, червеи, дафня, но лесно привикват към всякакви видове храни – суха, замразена и др.

## Размножаване
Развъждането им е много трудно. То може да стане в аквариум с обем поне 80 литра и с мрежа на дъното или друго приспособление, пречещо на родителите да изядат хайвера си. Стерилизира се всичко преди това. Осветлението трябва да е приглушено. Отделете малък пасаж от 5 – 6 рибки, които няколко дни преди това сте захранили с жива храна. Поставете аквариума на място, където няма много движение, за да не бъдат обезпокоявани. Водата трябва да е изключително мека: около 1 – 4 dH и с pH 5 – 6,5. Повишете температурата постепенно до 32 °C. Ако хвърлят хайвер (което не винаги се случва), родителите трябва да се отделят. Хайвера е чувствителен към светлината, затова осветлението, както беше споменато по-горе трябва да е много приглушено. Рибките би трябвало да се излюпят след 30 – 36 часа и да започнат да плуват след 2 – 4 дни. Малките са с почти микроскопични размери. Захранват се с възможно най-дребната храна като инфузория или някакви други микроорганизми. Имайте предвид, че това са най-бавно растящите харацинови риби. Правете малки и чести смени на водата – за предпочитане около 10% на ден.